# Claude Maxwell MacDonald

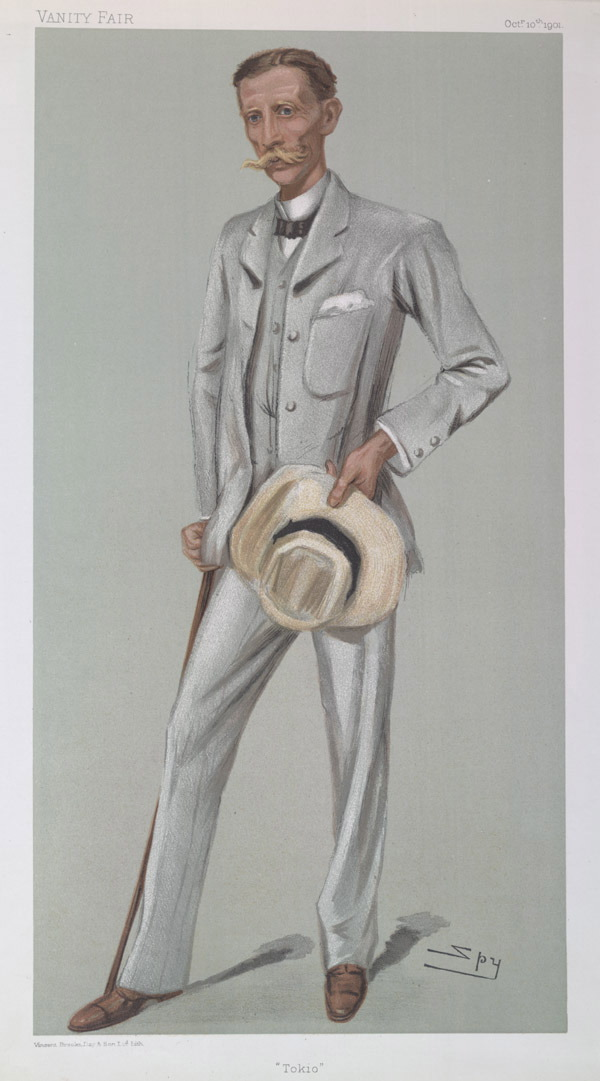
Claude Maxwell MacDonald en octobre 1901.

Claude Maxwell MacDonald, né en 1852 et décédé en 1915, est un colonel et diplomate britannique surtout connu pour son service en Chine et au Japon.

## Biographie
Né en 1852, MacDonald étudie à l'école d'Uppingham (en) puis à l'académie royale militaire de Sandhurst avant de devenir soldat-diplomate dans les rangs du 74e régiment d'infanterie. Il se qualifiait lui-même de « soldat-observateur », travaillant au bureau des Affaires étrangères.
Ses débuts de carrière se passent en Afrique où il sert dans la Guerre anglo-égyptienne de 1882 puis comme consul-général à Zanzibar de 1887 à 1889 avant de continuer sa carrière en Afrique orientale

### Chine et Corée
En 1896, MacDonald est nommé ministre britannique en Chine, en même temps qu'en Corée de 1896 à 1898.
En Chine, MacDonald négocie la location d'un terrain à Weihai et obtient des contrats ferroviaires pour les syndicats britanniques. Il joue un rôle dans la signature de la convention pour l'extension du territoire de Hong Kong qui accordait les Nouveaux Territoires au Royaume-Uni.

### La ligne Macartney-Macdonald
En 1899, il est l'auteur d'une note qui propose une nouvelle démarcation de la frontière entre la Chine et l'Inde britannique au Karakoram et au Cachemire, aujourd'hui connue sous le nom de « ligne Macartney-Macdonald », qui forma la base de la frontière entre la Chine et le Pakistan et de la ligne de contrôle entre la Chine et l'Inde.
En qualité de militaire, MacDonald commande la défense des légations étrangères en 1900 qui sont assiégées durant la révolte des Boxers, et travaille étroitement avec le colonel japonais anglophile Shiba Gorō.

### Au Japon
MacDonald préside la légation britannique de Tokyo pendant la période de grâce des relations anglo-japonaises (1900-1912), tout en correspondant avec Ernest Mason Satow qui l'avait remplacé au poste de ministre à Pékin. Le 30 janvier 1902, la première alliance anglo-japonaise est signée à Londres par le secrétaire d'État des Affaires étrangères Henry Petty-FitzMaurice et le ministre japonais Hayashi Tadasu. MacDonald est encore à Tokyo quand l'alliance est renouvelée en 1905 et 1911. Il devient également le premier ambassadeur britannique au Japon lors la légation devient une ambassade en 1905
MacDonald est fait conseiller privé en 1906.

## Dans la culture populaire
Le personnage fictif de Sir Arthur Robinson du film Les 55 Jours de Pékin (joué par David Niven) est un peu basé sur Claude Maxwell MacDonald.

## Quelques ouvrages
Dans un aperçu statistique des ouvrages sur et de Claude MacDonald, OCLC/WorldCat comptabilise plus de 10 travaux dans plus de 20 publications en 2 langues et plus de 300 ouvrages bibliothécaire.
Liste non exhaustive :
- 1900 - The Japanese detachment during the defence of the Peking legations, 1900
- 1900 - Reports from Her Majesty's minister in China [Sir C.M. Macdonald] respecting events at Peking. Presented to parliament, Dec. 1900
- 1898 - Despatch from Her Majesty's minister at Peking forwarding copies of the notes exchanged with the Chinese government respecting the non-alienation of the Yang-tsze region